# Aquisahuali
Aquisahuali är en ort i Mexiko.   Den ligger i kommunen Etchojoa och delstaten Sonora, i den västra delen av landet, 1 400 km nordväst om huvudstaden Mexico City. Aquisahuali ligger 31 meter över havet och antalet invånare är 102.
Terrängen runt Aquisahuali är mycket platt. Runt Aquisahuali är det ganska glesbefolkat, med 34 invånare per kvadratkilometer. Närmaste större samhälle är Navojoa, 11,9 km öster om Aquisahuali. Trakten runt Aquisahuali består till största delen av jordbruksmark.